# 米杨 (排球运动员)
米杨（1989年1月24日—），天津人，中國女子排球運動員，亦為中國國家女子排球隊成員。

## 簡歷
米杨在天津女排中擔任二传，但由于队长魏秋月表現出色，她一直只擔當後備角色。在2009-2010年度的全国女排联赛中，米杨第一次跟队參賽，卻没有上过场。直到2010年底，由于魏秋月要做阑尾手术，米杨一下子躍升成天津队主力二传，並在多场比赛中表現出优秀的发球、组织、拦网和防守能力。最終，她憑藉這半届联赛上佳的表現，被選进了国家队的大名单。